# تپه خارزارآبی
تپه خارزارآبی مربوط به عصر مس است و در شهرستان خرم‌آباد، بخش مرکزی، دهستان کرگاه شرقی، روستای خارزار آبی واقع شده و این اثر در تاریخ ۲۲ اسفند ۱۳۸۵ با شمارهٔ ثبت ۱۸۱۸۱ به‌عنوان یکی از آثار ملی ایران به ثبت رسیده است.